# 2017년 4월 죽음
다음은 2017년 4월에 사망한 저명한 인물 목록이다.
- 4월 1일 - 대한민국의 시인 김종길
- 4월 3일 - 대한민국의 정치인 조남철
- 4월 6일 - 미국의 영화배우 돈 리클스
- 4월 7일
  - 대한민국의 정치인 김용환
  - 영국의 배우 팀 피곳 스미스
- 4월 8일
  - 대한민국의 시인 황금찬
  - 대한민국의 영화감독 박남옥
- 4월 9일
  - 대한민국의 배우 김영애
  - 스페인 여성 국방장관 카르메 차콘
- 4월 12일 - 미국의 영화배우 찰리 머피
- 4월 15일
  - 파나마의 축구선수 아밀카르 엔리케스
  - 이탈리아의 초백세인. 세계에서 마지막으로 생존한 1800년대 인물 엠마 모라노
- 4월 20일
  - 대한민국의 국회의원 장덕진
  - 영국의 육상선수 저메인 메이슨
- 4월 21일
  - 대한민국의 정치인 한병기
  - 영국의 축구선수 우고 에히오구
- 4월 26일 - 미국의 영화감독 조너선 데미